# Radarmile
En radarmile er en tids/længdeenhed, der bruges indenfor radarteorien, og er den tid, en radarpuls er om at tilbagelægge 2 datamiles, nemlig tiden ud til målet og hjem igen. En radarmile er ca. 12,277 mikrosekunder (μs) lang.
På den måde kan en radars maksimale rækkevidde nemt fastslås ved at dele lyttetiden (tiden mellem 2 pulser) med en radarmile. Ekkoer fra fly eller skibe længere væk vil udmønte sig i generende signaler i næste lyttetid (såkaldte second returns), som på forskellig måde kan filtreres fra. 
| Enheder | Spire Denne artikel om standarder og måleenheder er en spire som bør udbygges. Du er velkommen til at hjælpe Wikipedia ved at udvide den. |